# جیسو
این یک نام کره‌ای است؛ نام خانوادگی کیم است.
{{Infobox person
| name               = جیسو
| image              = Kim Jisoo 2025 02.jpg
| alt                = 
| caption            = جیسو در ژانویه ۲۰۲۵
| birth_name         = کیم جیسو
| birth_date         = ۳ ژانویهٔ ۱۹۹۵ ‏(۳۰ سال)
| birth_place        = گانپو، استان گیونگ‌گی، کره جنوبی
| occupation         = 
- خواننده
- بازیگر

 . ترانه سرا . مدل
| years_active       = ۲۰۱۶–اکنون
| signature          = Signature of Jisoo.svg
| module             = {{Infobox musical artist|embed=yes
| origin            = سئول
| genre             = 
- کی-پاپ|دنس پاپ|[[]}}

کیم جی سو (کره‌ای: 김지수؛ زادهٔ ۳ ژانویهٔ ۱۹۹۵) که بیشتر با نام هنری جیسو (کره‌ای: 지수) شناخته می‌شود، خواننده و بازیگر اهل کره جنوبی و یکی از اعضای گروه دخترانهٔ بلک‌پینک است که در اوت ۲۰۱۶ توسط وای‌جی انترتینمنت شکل گرفت. او در کنار حرفهٔ موسیقی، پس‌از تجربه اولین بازیگری خود با یک نقش کوتاه در مجموعه تلویزیونی تهیه‌کنندگان در سال ۲۰۱۵، اولین نقش اصلی خود را در مجموعه تلویزیونی گل برفی در سال ۲۰۲۱ بازی کرد. جیسو در ۳۱ مارس ۲۰۲۳، فعالیت انفرادی خود را با انتشار نخستین آلبوم تک‌آهنگ به نام من آغاز کرد.

## زندگی‌نامه و حرفه

### اوایل زندگی
کیم جی سو در ۳ ژانویه ۱۹۹۵ در گانپو، استان گیونگ‌گی، کره جنوبی به دنیا آمد، او یک خواهر و یک برادر بزرگ‌تر از خودش دارد. جیسو در کودکی بسکتبال بازی می‌کرد و به تمرین تکواندو می‌پرداخت و آرزو داشت نقاش و نویسنده شود. او از طرفداران گروه پسرانه کره‌ای تی‌وی‌اکس‌کیو بود. جیسو در دبیرستان هنرهای نمایشی در سئول تحصیل کرد. در کلاس یازدهم، او به یک گروه نمایشی در مدرسه پیوست و با شرکت در آزمون‌های بازیگری، تجربه بیشتری در صنعت سرگرمی به‌دست‌آورد. قبل‌از شروع فعالیت حرفه‌ای جیسو با والدین، خواهر، برادر، پدربزرگ و مادربزرگش زندگی می‌کرد.

### ۲۰۱۱ تا ۲۰۱۶: آغاز به کار و شروع فعالیت حرفه‌ای با بلک‌پینک
در سال ۲۰۱۱ جیسو پس از گذراندن آزمون ورودی وایجی انترتینمنت به‌عنوان کارآموز به این کمپانی پیوست. در اکتبر ۲۰۱۴ او در موزیک ویدئو «spoiler+happen ending» گروه اپیک های حاضر شد. در همان سال او در موزیک ویدئو «im different" های سوهیون درکنار بابی عضو گروه آیکون حضور یافت. در سال ۲۰۱۵ جیسو در سریال تهیه‌کنندگان درکنار دیگر هنرمندان وایجی انترتینمنت، سی‌ال و ساندارا پارک از توانی‌وان و کانگ سونگ یون از گروه وینر ظاهر شد.
جیسو به‌عنوان بزرگ‌ترین عضو گروه بلک‌پینک در ۸ اوت ۲۰۱۶ در کنار دیگر اعضای گروه با انتشار سینگل آلبوم اسکوئر وان شروع به کار کرد.

### ۲۰۱۷ تاکنون: فعالیت‌های انفرادی و بازیگری
از سال ۲۰۱۷ تا ۲۰۱۸، جیسو به‌عنوان مجری به‌همراه پارک جین یونگ از گروه گات‌سون و دویونگ از ان‌سی‌تی به برنامه تلویزیونی اینکیگایو پیوست. او در سال ۲۰۱۹ با نقشی کوتاه در سریال سرگذشت آسدال شبکه تی‌وی‌ان ظاهر شد. در سال ۲۰۲۰ جیسو در نوشتن ترانه لاوسیک گِرلز از اولین آلبوم استودیویی بلک‌پینک (آلبوم) و در سال ۲۰۲۲ در نوشتن ترانه «yeah yeah yeah» از آلبوم بورن پینک مشارکت داشت.
جیسو اولین نقش اصلی خود را در سال ۲۰۲۱ و در سریال گل برفی از شبکه جی‌تی‌بی‌سی درکنار جونگ هه این بازی کرد. او نقش یک دانشجوی سال اول کالج به نام «یونگ رو» را ایفا کرد که درگیر اتفاقات مختلف می‌شود. گل برفی در دیزنی پلاس چهار کشور از بین پنج کشوری که در آن در دسترس بود از جمله کره جنوبی به رتبه یک رسید.
در ۲ ژانویه ۲۰۲۳ وایجی انترتینمنت اعلام کرد که جیسو درحال ضبط موزیک ویدئو است و به‌عنوان سولو آرتیست در طول این سال شروع به کار خواهد کرد.۵ مارس تیزرهایی در اکانت‌های اجتماعی بلک‌پینک منتشر شد که تأیید می‌کرد پروژه او به نام «من» در ۳۱ مارس ۲۰۲۲ منتشر می‌شود. این آلبوم با فروش ۱٫۰۳ میلیون نسخه در هفته اول انتشار، در رتبه یک چارت آلبوم‌های گائون قرار گرفت و جیسو تبدیل به اولین سولوئیست زن کی-پاپ شد که یک میلیون نسخه از یک آلبوم را به فروش می‌رساند. تک‌آهگ اصلی «گل» در رتبه دو چارت ۲۰۰ آهنگ جهانی بیلبورد و چارت دیجیتال گائون قرار گرفت. این آهنگ به بالاترین ترانه از یک سولوئیست زن کره‌ای در چارت‌های جدول تک‌آهنگ‌های بریتانیا و ۱۰۰ تک‌آهنگ داغ کانادا و جدول رسمی موسیقی نیوزیلند تبدیل شد و به ۹ پیروزی در برنامه‌های موسیقی کره‌ای دست یافت.

## تأثیرات و محبوبیت
جیسو در سال ۲۰۱۸ در رتبه دهم و در سال ۲۰۱۹ در رتبه هفدهم محبوب‌ترین آیدلهای کی-پاپ در نظرسنجی سالانه گالوپ کره قرار گرفت. تا اکتبر ۲۰۲۲ او با بیش از ۶۵ میلیون فالوئر به‌دنبال لیسا و جنی سومین آیدل پرفالوئر کی-پاپ در اینستاگرام است.
او در پنج ماه اول سال ۲۰۲۰ بین ده سلبریتی تأثیرگذار و پیشرو در دنیای لوازم آرایش قرار گرفت.
جیسو همچنین در رتبه اول فهرست شهرت برند سلبریتی‌های زن مؤسسه تحقیقات تجارت کره قرار گرفته است این فهرست داده‌های مربوط به برندها و عادات مصرف‌کنندگان آنلاین برای ارزیابی تأثیرگذاری سلبریتی‌ها بر محبوبیت و افزایش فروش برندها را تجزیه و تحلیل می‌کند. مدیر مؤسسه تحقیقات زبان کره‌ای، سئونگ سان لیم، خاطرنشان کرد که موج کره‌ای در جامعه جهانی به‌سرعت سلطه فرهنگی متعارف غربی را از بین می‌برد و از جیسو و جونگ‌کوک به‌عنوان معیارهایی برای زیبایی جهان به‌جای بازیگران اولیویا هاسی و جیمز دین نام برد.
در سال ۲۰۲۰ در طول همه‌گیری کووید ۱۹ در کره جنوبی فروش دیور با حضور خوانندگان کره‌ای ازجمله جیسو در کمپین بازاریابی این برند افزایش یافت؛ او در تبلیغات کیف جدید بابی دیور درکنار اینفلوئنسرهای برجسته مانند کیارا فرانی و کاترینا گراهام ظاهر شد. جیسو با حضور به‌عنوان نماینده کره‌ای در شو کالکشن بهاره تابستانه ۲۰۲۱ این برند توجه‌های زیادی را به خود جلب کرد، حضور او در این رویداد باعث شد دیور بالاترین رتبه ارزش رسانه‌ای از زمان شو پاییزه این برند با میانگین ۳۳٪ را کسب کند. در مارس ۲۰۲۱ ماریا گراتسیا چیوری مدیر فاش کرد که کالکشن پاییزه زمستانه دیور از جیسو الهام گرفته شده است. همچنین یکی از ده رنگ بالم لب‌های «Addict Lip Glow» دیور از زنان کره‌ای مانند جیسو الهام گرفته شده است.
حضور جیسو در شو کالکشن بهاره تابستانه دیور در پارک تویلری مورد توجه زیادی قرار گرفت او با انتشار چهار عکس در صفحه اینستاگرام خود به ارزش ۱٬۸۴ میلیون دلار به چهره عمومی با بیشترین تأثیر رسانه‌ای در هفته مد پاریس و سلبریتی با بیشترین ارزش تأثیر رسانه‌ای برای دیور تبدیل شد و ۱۵٬۷ میلیون از مجموع ۳۹٬۱ میلیون دلار را با دو پست به خود اختصاص داد. در ماه مارس و در طول شو پاییزه زمستانه ۲۰۲۲ دیور در هفته مد پاریس با عکسی به ارزش ۱٬۷۴ میلیون دلار بالاترین ارزش تأثیر رسانه‌ای را برای یک پست رسانه‌های اجتماعی ایجاد کرد.

## تبلیغات و فشن
جیسو قبل‌از آغاز فعالیت با بلک‌پینک در تبلیغات برندهای سامسونیت، ال جی الکترونیکس و نیکون ظاهر شد. سپتامبر ۲۰۱۸ جیسو و رزی مدل برند لوازم آرایشی ژاپنی «kiss me» شدند. در فوریه ۲۰۲۱ او مدل برند کره‌ای «it Michaa» برای کلکسیون بهاره ۲۰۲۱ شد.در اوت ۲۰۲۱ جیسو به‌عنوان سخنگوی برند کره‌ای «CELEBe» انتخاب شد. در مارس ۲۰۲۲ جیسو سفیر تجاری بازی داستان افرا از شرکت نکسان شد که او را به دومین سفیر بعد از کماندار المپیک کیم جه دوک تبدیل کرد.

### دیور
در دسامبر ۲۰۱۹ جیسو سفیر خانگی لوازم آرایشی دیور (دیور بیوتی) شد؛ تابستان بعد او مدل کالکشن پاییزه-زمستانه دیور شد. در سپتامبر ۲۰۱۹ جیسو کاور ۱۵۵ امین نسخه مجله «Dazed» کره شد و در مورد همکاری با دیور صحبت کرد.
ژانویه ۲۰۲۱ کوشن «forever skin glow» دیور با تاییدیه جیسو به‌طور انحصاری در کره منتشر شد. او همچنین کالکشن بهاره-تابستانه این برند را با استفاده از کیف «caro» دیور تبلیغ کرد. مارس بعدی دیور جیسو را به‌عنوان سفیر جهانی این برند درکنار کارا دلوین و ناتالی پورتمن معرفی کرد. می ۲۰۲۱ وی اولین پروژه همکاری خود با این برند را آغاز کرد و کاور مجله اِل در ماه ژوئن برای کمپین‌های «دیور ۲۱» و «دیور وِسپا» قرار گرفت که در چهار کشور هنگ کنگ، تایلند، سنگاپور و هند عرضه شد. سپتامبر ۲۰۲۱ جیسو در شو لباس زنانه بهار-تابستانه دیور برای هفته مد پاریس که در پارک تویلری برگزار شد شرکت کرد. فوریه ۲۰۲۲ او به چهره کالکشن رژلب «addict» دیور درکنار دیگر سفیران این برند آنیا تیلور جوی و شارون الکساندر تبدیل شد.

### کارتیه
در سپتامبر ۲۰۲۰ جیسو به‌عنوان مدل اصلی «pasha de Cartier» برند جواهرات کارتیه انتخاب شد.۲۵ می ۲۰۲۲ کارتیه جیسو را به‌عنوان سفیر جهانی این برند در کنار آنابل والیس، الا بالینسکا، چانگ چن، ماریا کارلا بوسکونو و یاسمین صبری اعلام کرد.

## ترانه‌شناسی

### آلبوم‌های چندآهنگه
| عنوان   | جزئیات                                                                                         |
| ------- | ---------------------------------------------------------------------------------------------- |
| آمورتیج | - انتشار: ۱۴ فوریه ۲۰۲۵ - ناشر: بلیسو، وارنر - فرمت: سی‌دی، کیت، ان‌اف‌سی، دانلود دیجیتال، استریم |

### آلبوم‌های تک‌آهنگ
| عنوان | جزئیات                                                                                     | بالاترین جایگاه جدول | بالاترین جایگاه جدول | بالاترین جایگاه جدول | بالاترین جایگاه جدول | فروش                                 | گواهی‌نامه‌ها        |
| عنوان | جزئیات                                                                                     | کره جنوبی            | مجارستان             | ژاپن                 | ژاپن سی‌ام‌بی.         | فروش                                 | گواهی‌نامه‌ها        |
| ----- | ------------------------------------------------------------------------------------------ | -------------------- | -------------------- | -------------------- | -------------------- | ------------------------------------ | ------------------ |
| من    | - انتشار: ۳۱ مارس ۲۰۲۳ - ناشر: وای‌جی، اینترسکوپ - فرمت: سی‌دی، ال‌پی، دانلود دیجیتال، استریم | ۱                    | ۲                    | ۲۴                   | ۴۶                   | - کره جنوبی: ۱٬۵۵۰٬۰۵۸ - ژاپن: ۱٬۹۶۰ | - کی‌ام‌سی‌ای: میلیون |

### تک‌آهنگ‌ها
| عنوان      | سال  | بالاترین جایگاه جدول | بالاترین جایگاه جدول | بالاترین جایگاه جدول | بالاترین جایگاه جدول | بالاترین جایگاه جدول | بالاترین جایگاه جدول | بالاترین جایگاه جدول | بالاترین جایگاه جدول | بالاترین جایگاه جدول | بالاترین جایگاه جدول | فروش‌ها                                       | گواهی‌نامه‌ها    | آلبوم   |
| عنوان      | سال  | کره جنوبی            | استرالیا             | کانادا               | مجارستان             | نیوزیلند             | سنگاپور              | بریتانیا             | ایالات متحده Bub.    | ویتنام               | دابلیودابلیو         | فروش‌ها                                       | گواهی‌نامه‌ها    | آلبوم   |
| ---------- | ---- | -------------------- | -------------------- | -------------------- | -------------------- | -------------------- | -------------------- | -------------------- | -------------------- | -------------------- | -------------------- | -------------------------------------------- | -------------- | ------- |
| «گل» (꽃)  | ۲۰۲۳ | ۲                    | ۳۳                   | ۳۰                   | ۴                    | ۴۰                   | ۱                    | ۳۸                   | ۴                    | ۱                    | ۲                    | - ایالات متحده: ۶٬۰۰۰ - دابلیودابلیو: ۲۱٬۰۰۰ | - ام‌سی: طلا    | من      |
| «زمین‌لرزه» | ۲۰۲۵ | To be released       | To be released       | To be released       | To be released       | To be released       | To be released       | To be released       | To be released       | To be released       | To be released       | To be released                               | To be released | آمورتیج |

### سایر ترانه‌های قرار گرفته در جدول
| عنوان               | سال  | بالاترین جایگاه جدول | بالاترین جایگاه جدول | بالاترین جایگاه جدول | بالاترین جایگاه جدول | بالاترین جایگاه جدول | بالاترین جایگاه جدول | بالاترین جایگاه جدول | بالاترین جایگاه جدول | بالاترین جایگاه جدول | بالاترین جایگاه جدول | فروش‌ها                | آلبوم |
| عنوان               | سال  | کره جنوبی            | مجارستان             | ام‌ال‌وای ترانه‌ها      | نیوزیلند هات         | پی‌اچ‌ال               | سنگاپور              | تی‌دابلیوان           | ایالات متحده جهانی   | ویتنام               | دابلیودابلبو         | فروش‌ها                | آلبوم |
| ------------------- | ---- | -------------------- | -------------------- | -------------------- | -------------------- | -------------------- | -------------------- | -------------------- | -------------------- | -------------------- | -------------------- | --------------------- | ----- |
| «همه نگاه‌ها به منه» | ۲۰۲۳ | ۱۰۲                  | ۱۰                   | ۸                    | ۱۸                   | ۱۹                   | ۱۱                   | ۶                    | ۶                    | ۶                    | ۷۸                   | - ایالات متحده: ۳٬۰۰۰ | من    |

### ترانه‌سرایی
منبع:
| سال  | آرتیست  | ترانه             | آلبوم         | ترانه‌سرا          | ترانه‌سرا                 |
| سال  | آرتیست  | ترانه             | آلبوم         | به عنوان ترانه‌سرا | به همراه                 |
| ---- | ------- | ----------------- | ------------- | ----------------- | ------------------------ |
| ۲۰۲۰ | بلک‌پینک | «دخترهای دل‌باخته» | آلبوم         | Yes               | لورِن، دنی چونگ، جنی، تدی |
| ۲۰۲۲ | بلک‌پینک | «یه یه یه»        | صورتی زاده‌شده | Yes               | وی‌وی‌ان، کوش، رزی         |

## ویدئوشناسی

### موزیک ویدئو
| سال  | عنوان | کارگردان   | مدت  | منابع  |
| ---- | ----- | ---------- | ---- | ------ |
| ۲۰۲۳ | «گل»  | هان سا مین | ۳:۰۴ | [ ۶۴ ] |

## فیلم‌شناسی

### فیلم
| سال  | عنوان                   | نقش            | توضیحات      | منابع  |
| ---- | ----------------------- | -------------- | ------------ | ------ |
| ۲۰۲۳ | دکتر چون و طلسم گمشده   | پری سنتی کره‌ای | حضور افتخاری | [ ۶۵ ] |
| ۲۰۲۵ | دیدگاه خواننده دانای کل | لی جی هه       | پسا تولید    | [ ۶۶ ] |

### مجموعه تلویزیونی
| سال       | عنوان        | نقش          | توضیحات               | منابع  |
| --------- | ------------ | ------------ | --------------------- | ------ |
| ۲۰۱۵      | تهیه‌کنندگان  | خودش         | حضور افتخاری (قسمت ۴) | [ ۶۷ ] |
| ۲۰۱۷      | آیدل پاره‌وقت | خودش         | حضور افتخاری (قسمت ۵) | [ ۶۸ ] |
| ۲۰۱۹      | سرگذشت آسدال | سه نا ره     |                       | [ ۶۹ ] |
| ۲۰۲۱–۲۰۲۲ | گل برفی      | اون یونگ رو  | نقش اصلی              | [ ۷۰ ] |
| ۲۰۲۵      | نیوتوپیا     | کانگ یونگ جو | نقش اصلی              | [ ۷۱ ] |

### میزبان
| سال       | عنوان                         | توضیحات                         | منابع  |
| --------- | ----------------------------- | ------------------------------- | ------ |
| ۲۰۱۷–۲۰۱۸ | اینکیگایو                     | به همراه پارک جین یونگ و دویونگ | [ ۷۲ ] |
| ۲۰۱۷      | اینکیگایو سوپر کنسرت در ده‌جون | به همراه وی و پارک جین یونگ     |        |

### حضور در موزیک ویدئو
| سال  | عنوان                     | آرتیست     | منابع  |
| ---- | ------------------------- | ---------- | ------ |
| ۲۰۱۴ | «Spoiler + Happen Ending» | اپیک های   | [ ۷۳ ] |
| ۲۰۱۴ | «من متفاوتم»              | های سوهیون | [ ۷۳ ] |

## جوایز و نامزدی‌ها
| مراسم جوایز                 | سال  | دسته                       | نامزد(ها) / اثر(ها)          | نتیجه      | منابع  |
| --------------------------- | ---- | -------------------------- | ---------------------------- | ---------- | ------ |
| جوایز سریال اژدهای آبی      | ۲۰۲۲ | بهترین بازیگر نقش اول زن   | گل برفی                      | Longlisted | [ ۷۴ ] |
| جوایز سریال اژدهای آبی      | ۲۰۲۲ | بهترین بازیگر نقش مکمل زن  | گل برفی                      | Longlisted | [ ۷۴ ] |
| جوایز سریال اژدهای آبی      | ۲۰۲۲ | تازه‌کار سال                | گل برفی                      | Longlisted | [ ۷۴ ] |
| د فکت میوزیک اواردز         | ۲۰۲۱ | جایزه برگزیده فن اند استار | جیسو                         | Longlisted | [ ۷۵ ] |
| Prêmio Anual K4US           | ۲۰۲۲ | بهترین آیدل بازیگر سال     | جیسو                         | نامزدشده   | [ ۷۶ ] |
| Prêmio Anual K4US           | ۲۰۲۲ | زوج سال                    | جیسو و جونگ هه این (گل برفی) | نامزدشده   | [ ۷۶ ] |
| جوایز بین‌المللی درامای سئول | ۲۰۲۲ | بازیگر زن کره‌ای برجسته     | گل برفی                      | برنده      | [ ۷۷ ] |
| جوایز بین‌المللی درامای سئول | ۲۰۲۲ | آیدل کی-پاپ برجسته         | جیسو                         | نامزدشده   | [ ۷۸ ] |
| جوایز ویبو استارلایت        | ۲۰۲۱ | استارلایت تالار شهرت (کره) | جیسو                         | برنده      | [ ۷۹ ] |